# Turó del Calamot
El Turó del Calamot, també dit, erròniament, el Penyalar, per una mala traducció del topònim dels mapes militars Peñascal, és una muntanya rogenca del massís de Garraf de 86,9 metres que és al costat del centre del municipi de Gavà, a la comarca del Baix Llobregat, i a la vora del camí de la Sentiu. El seu color procedeix dels materials del Buntsandstein del període del Triàsic inferior. És proper al turó conegut com a la Roca de Gavà o, simplement, la Roca (26,5 metres), que és, al seu torn, a la vora de la carretera de Barcelona a Santa Creu de Calafell (simbolitzada com a C-245).

## Història

### Antiguitat
L'espai delimitat per ambdós turons té una llarga història d'ocupació humana. S'han trobat restes del poblat ibèric del Calamot habitat entre els segles VI i I aC. A la línia de costa, situada en aquell moment a la carretera a Santa Creu de Calafell, hi havia un port d'ancoratge al que avui es coneix com a les Sorres que funcionà des del segle iv aC fins a l'època romana.
De l'època romana, s'han localitzat restes de magatzems agrícoles, possiblement dedicats a la producció de vi, d'entre els segles I aC i I dC que podrien ser part d'una vil·la romana encara no localitzada o ser estructures aïllades de les vil·les ja localitzades a Sant Pere de Gavà i Can Valls del Racó.
L'activitat del port va decaure des del segle ii i així continuà fins a la caiguda de l'Imperi Romà al segle V dC La causa pot ser les noves sorres aportades pel Llobregat dificultessin la navegació o la crisi de l'estat romà que portà a una ruralització de l'economia i la societat. Aquesta tendència darrera portà a l'abandó de les vil·les al Baix Llobregat i el retorn a les coves.

### El seu nom i l'Edat Mitjana
Es desconeix l'origen del topònim Calamot. Alguns proposen un origen àrab, a partir de la paraula àrab Qala, que significa castell, i el possible nom de persona germànic Mot. Ara bé, no s'ha trobat cap estructura al turó que es relacioni amb l'ocupació àrab. Una altra proposta per a l'origen del topònim és el grec calamoté, que vol dir canyar. De fet, a ponent del turó del Calamot hi passa la riera dels Canyars, i al poblat ibèric del Calamot s'han trobat restes de terrissa grega, cosa que indica els contactes entre els seus habitants i els grecs.
Després de la conquesta comtal del territori, la protecció dels atacs sarraïns s'estructura mitjançant la construcció d'una sèrie de torres de defensa, a la Roca hi hagué una d'elles. Però no ens arriba la primera notícia documentada sobre la Roca (la Rocha) fins al 3 de juliol de 1043 i també el 19 de març de 1146 (la Rocha de Gavano).
Amb el procés de feudalització, primer fou lliurada la custòdia militar del castell d'Eramprunyà i de les torres de Gavà a famílies nobles i després aquesta delegació dels comtes de Barcelona passà a ésser hereditària. No és clar si el mateix procés seguiren les fortificacions menors, usualment aixecades al costat de nuclis de poblament preexistents al castell. En tot cas, als segles xii i xiii hi ha a la torre de la Roca a les famílies Bleda i Tició. Aquesta darrera era descendent d'un antic batlle reial de Gavà a mitjan segle xii, i posteriorment reberen de Sant Cugat la castlania de Castelldefels (1178-1340). Un dels fills d'aquesta nissaga aconseguí el senyoriu de la torre de la Roca el 1216. El 1305 Pere Marc, futur senyor d'Eramprunyà, comprà als Tició la casa i el terme de la Roca. Amb la família dels Marc, la possessió de la casa de la Roca tingué un paper important, fou reservada per als seus hereus primogènits.
El primer senyor de la família Marc, Pere Marc, també aconseguí autorització per a traslladar la capella de Santa Magdalena del Sitjar (lloc que actualment ocupa la capella de la Mare de Déu de Bruguers) a una capella construïda al costat de la Casa de la Roca. Per altra banda, també aconseguí el 1324 de part del rei Jaume II autorització per a celebrar mercat els dimarts a la Roca.

### El seu poblament i les Edats Moderna i Contemporània
Tenim algunes dades sobre els habitants del nucli de la Roca: 40 famílies el 1337, 26 focs el 1365 per causa de la pesta, 23 focs el 1381 i 10 focs el 1522. A un plànol de Gavà d'inicis del segle xviii (erròniament datat el 1590) es diferencien dos nuclis de població, Sant Pere de Gavà i La Roca, aquesta darrera amb sis edificis.
Una referència de l'any 1789 encara parla de l'existència de la capella de Santa Maria Magdalena de la Roca, però no parla del seu estat ni si el poble continuava habitat. A la llei del 1834 que establí la divisió en partits judicials encara parla de "Gavá y los Santuarios de Burgues, San Miguel y Santa María Magdalena". La capella estigué dempeus fins al 1836.
A l'entorn del Calamot i la Roca hi ha dos masos. Un és el mas de l'Horta, aixecat de nova planta al segle xvii. El seu nom sembla relacionat amb el topònim medieval L'horta del senyor, que apareix en alguns documents. L'altra masia és Can Ribes, una masia ben conservada que també fou aixecada de bell nou, l'any 1769, en un camp denominat La Figuereta. El segle xviii fou propietat de Francesc Ribes, fabricant tèxtil i ciutadà honrat de Barcelona. Aquests masos, inicialment dedicats a la vinya, després de la fil·loxera foren dedicats als conreus de secà: ametllers, garrofers i oliveres.

### Actualitat
El 1976 el Calamot fou qualificat com a zona verda. Més tard un vial per sota de Can Ribes (carrer de Manuel Carrasco i Formiguera) separà els turons del Calamot i la Roca. El 1998, una part del turó de la Roca (5,9 ha), despoblat des de fa temps i desapareguts els seus edificis, fou urbanitzada i passà a denominar-se oficialment Parc del Calamot. Entre 2011 i 2012, una part del territori entre els dos turons és urbanitzada com a barri de Can Ribes (7,49 ha), construint un nou vial (avinguda 8 de març) per sobre de Can Ribes, masia que perd els murs que l'encerclaven. Segons el projecte urbanístic, el territori que envolta el turó del Calamot (13 ha) passarà a denominar-se Nou Parc del Calamot.

## Annex del període feudal
| Núm. | Nom                                         | Inici       | Fi             | Observacions |
| ---- | ------------------------------------------- | ----------- | -------------- | --- |
|      | FAMÍLIA BLEDA                               |             |                | |
| 1.   | Berenguer Bernat de Bleda                   |             | testament 1138 | Senyor de Bleda (Penedès). Rep del comte de Barcelona el Mas de la Roca |
| 2.   | Arnau de Bleda                              |             |                | Fill de l'anterior. Rep La Roca en condomini amb el seu germà Bernat. |
| 3.   | Bernat de Bleda                             |             | 1173           | Germà de l'anterior. Rep La Roca en condomini amb el seu germà Arnau. El 1148 estableix que, a la seva mort, la seva part de La Roca passi a la Seu de Barcelona. |
| 4.   | Bernat de Bleda (II)                        |             | 1195           | Fill d'Arnau de Bleda. Venc la seva part de La Roca a l'Hospital de la Santa Creu de Barcelona. |
|      | DOMINI ECLESIÀSTIC                          | 1173        | 1216           | El 1173, la Seu de Barcelona rep una part de la propietat de La Roca. El 1175 fa donació a l'Hospital de la Santa Creu de Barcelona, el qual compra l'altra part de la propietat el 1195. |
|      | FAMÍLIA TICIÓ                               |             |                | |
| 5.   | Guillem Tició                               | 1216        |                | Fill de Tició, senyor de Castelldefels. Al costat de la seva dona Peronella, rep La Roca en permuta amb l'Hospital de la Santa Creu de Barcelona. |
| 6.   | Antic Tició                                 |             |                | Fill de l'anterior i germà de Berenguer Tició, senyor de Castelldefels. |
| 7.   | Guillem Tició (II)                          |             | 25/X/1305      | Fill de l'anterior. Venc a la família Marc. |
|      | FAMÍLIA MARC                                |             |                | |
| 8.   | Pere Marc lo Prohom (o Pere Marc II)        | 25/X/1305   | 1338           | Comprà el castell d'Eramprunyà a Jaume el Just el 1323. |
| 9.   | Pere Marc III                               | 1338        | 1347           | Fill de l'anterior |
| 10.  | Pericó Marc                                 | 1347        | 1378           | Fill de l'anterior. Sordmut, li disputà l'herència el seu oncle Jaume Marc I, arrabassant-li el 1351 el castell d'Eramprunyà. |
| 11.  | Galceran Marc de Lacera                     | 1378        |                | Nebot de l'anterior. Hereu de l'anterior des del 1372, confirmat per un tribunal reial el 30/IV/1384, malgrat que prestaren homenatge al senyors d'Eramprunyà a l'abril de 1386. |
| 12.  | Joan Galceran de Rosanes                    |             |                | Fill de l'anterior. |
| 13.  | Joan Agustí Marc de Lacera i Rosanes        |             | 08/VII/1447    | Nebot de l'anterior. Durant la seva minoritat estigué sota la tutela de la seva mare Elionor de Rosanes. Vengué el lloc de la Roca. |
| 14.  | Lluís Marc I                                | 08/VII/1447 | 1451           | Senyor d'Eramprunyà, fill de Jaume Marc II |
| 15.  | Jaume Marc III (Jaume Marc i Marquet)       | 1451        | 1466           | Fill de l'anterior. Darrer senyor exclusiu de La Roca. El 1455 també senyor d'Eramprunyà. Contrari a Joan II |
| 16.  | Jaume Marc IV (Jaume Marc i Ballester)      | 1466        | 1498           | Fill de l'anterior. Partidari de Joan II, li foren presos els castells de Castelldefels i Eramprunyà |
| 17.  | Manaut d'Aguirre                            | V/1468      | XII/1472       | També apareix com a Manaud de Guerra. No era dels Marc. Aventurer navarrès, capità dels sometents del Llobregat (12/V/1465). El 04/XII/1466 Joan II de Lorena confiscà els béns de Jaume Marc IV i els atorgà al navarrès. Aquest i les tropes de la Generalitat hagueren de conquerir militarment les possessions del senyor d'Eramprunà. |
| 18.  | Francesc Jeroni Marc                        | 1498        | 1515           | Fill de Jaume Marc IV |
| 19.  | Isabel Marc i Palou (Elisabet Marc i Palou) | 1515        | 1548           | Germana de l'anterior |